# Rajini Rao
Rajini Rao és una fisiòloga estatunidenca professora a la Johns Hopkins University School of Medicine. Rao també és directora del Programa de Postgrau en Medicina Cel·lular i Molecular i la investigadora principal del Rao Lab. És membre de l'Associació Americana per a l'Avenç de la Ciència. Rao descobreix nous canals iònics i explora el seu papers en la salut i la malaltia humanes. El Rao Lab va identificar el paper oncogènic de SPCA2 en el càncer de mama mitjançant un mètode aberrant de senyalització als canals de calci.

## Educació
Rao va néixer a l'Índia. Va cursar la seva llicenciatura en química i biologia l'any 1980 al Mount Carmel College de Bangalore. Es va graduar amb una llicenciatura en ciències el 1983. Després, es va traslladar als Estats Units per a realitzar els seus estudis de postgrau a la Universitat de Rochester a Rochester, Nova York. Sota la tutoria d'Alan E. Senior, Rao va explorar la bioquímica de la subunitat alfa de l'enzim F1-ATPasa d'Escherichia coli. En el seu treball de postgrau, Rao va descobrir que tres llocs catalítics de l'enzim ATPasa havien d'interaccionar per a aconseguir la velocitat enzimàtica màxima i que això es produeix en un mecanisme cíclic. Més endavant va trobar que la unió de l'ATP a la subunitat alfa de la F1-ATPasa i els canvis conformacionals associats s'abolien quan es muta el residu de Lisina-175. El seu treball suggereix un paper crític per a aquest residu específic en la unió de nucleòtids de l'ATP a l'enzim ATPasa.
Després de completar el seu doctorat el 1988, Rao va realitzar un treball postdoctoral a la Universitat Yale a New Haven, Connecticut. Rao va treballar sota la tutoria de Carolyn Slayman per adquirir experiència en el camp de la genètica. Va utilitzar la mutagènesi dirigida al lloc per investigar el paper dels residus d'aminoàcids específics en la funció de l'enzim. Rao també va desenvolupar un nou sistema amb el qual sondar la funció i l'estructura de l'H+ATPasa. Com que les ATPases són essencials per a la supervivència d'una cèl·lula, mutar-les provocarà la mort cel·lular i dificultarà l'estudi de la preparació. Per tal de mantenir l'expressió de tipus salvatge d'ATPases mentre estudiava els efectes de determinades mutacions sobre la funció de l'ATPasa, va crear una manera d'expressar ràpidament l'ATPasa mutant en un conjunt de vesícules secretores de manera que aquestes vesícules es poguessin aïllar per a estudiar els catalítics de l'enzim. Després del seu treball postdoctoral, Rao va treballar durant un any com a investigadora associada al Departament de Genètica de la Universitat Yale.

## Carrera i recerca
El 1993, Rao va ser contractada a la Johns Hopkins School of Medicine on es va convertir en professora ajudant al Departament de Fisiologia. El 1998 va ser promoguda a professora associada i després. el 2004, es va convertir en la primera dona professora titular del Departament de Fisiologia. L'any 2008 va ser promoguda a directora del Programa de Formació de Postgrau en Medicina Cel·lular i Molecular. Rao també actua com a mentora del professorat dins d'altres departaments de Johns Hopkins i imparteix diverses classes sobre vies i regulació, el cos humà i molècules i cèl·lules. Rao és membre de l'Associació Americana de Ciència, i de la Federació de la Societat Americana de Biologia Experimental.
Com a investigadora principal del Rao Lab, lidera un programa de recerca centrat a explorar el paper del transport intracel·lular de cations en la salut i la malaltia. El laboratori utilitza el llevat com a organisme model amb el qual estudiar la biologia dels canals de transport de cations. Els transportadors específics en els quals se centren són les H+-ATPases, les Ca2+-ATPases i els intercanviadors Na+/H+. El Rao Lab va definir la via secretora Ca2+, Mn2+-ATPases (SPCA) i més tard va descobrir el seu paper en el desenvolupament del càncer de mama. Una isoforma específica de SPCA que està regulada a les cèl·lules de càncer de mama semblava mediar la senyalització de calci aberrant, donant lloc a un augment de l'afluència de calci i promoure la tumorigènesi.

### Transportadors de cations en malalties neurològiques
Després de convertir-se en el primer a clonar l'intercanviador endosomal Na+(K+)/H+ (eNHE) i reconèixer-lo com un intercanviador separat de la membrana plasmàtica NHE, el Rao Lab ha començat a explorar aquest intercanviador en el context de malalties i trastorns neurològic inclòs l'autisme. Malaltia d'Alzheimer i glioblastoma. Com que les mutacions rares en el gen NHE s'havien associat amb l'autisme, Rao va investigar la funció de les variants associades a l'autisme d'aquest transportador. Normalment, el transportador media l'augment de la captació de glutamat i estabilitza l'expressió del receptor de transferrina i del transportador GLAST. Tanmateix, les variants de l'NHE en l'autisme van provocar la pèrdua de funció a les cèl·lules glials anomenades astròcits. La seva troballa va posar de manifest la possibilitat que les mutacions associades a l'autisme exerceixin els seus efectes mitjançant la pèrdua de la funció dels astròcits al cervell. Aleshores, el Rao Lab va descobrir que l'expressió de NHE9 en el glioblastoma s'associa amb un pronòstic clínic deficient. NHE9 és un intercanviador de Na+ i H+, i quan es bloqueja en el glioblastoma atenua el creixement del tumor i millora l'eficàcia del tractament típic del glioblastoma, els inhibidors d'EGFR. Els canals catiònics també s'han associat amb la patogènesi de la malaltia d'Alzheimer. El Rao Lab va trobar el 2018 que els defectes de l'intercanviador NHE6 de Na+ i H+ van provocar una eliminació defectuosa de la beta amiloide per part dels astròcits. Mitjançant la modulació epigenètica, van ser capaços de restaurar la capacitat de NHE6 de mantenir l'alcalinitat a l'endosoma i això va millorar l'eliminació de la beta amiloide per part dels astròcits. El 2020, el grup Rao va publicar una revisió sobre el paper de l'acidificació del tumor i la metàstasi del càncer.

## Premis i honors
- 2009: Hans Prochaska Memorial Lecturer a Johns Hopkins[2]
- 2009: Premi al professor de l'any, la Facultat de Medicina de la Universitat Johns Hopkins[2]
- 2009: Premi Johns Hopkins Professors a l'excel·lència en la docència en ciències preclíniques[2]
- 2006: Ponent principal del Taller Panamericà de Biologia de Membranes Vegetals[2]
- 2001–2003: Nico Van Uden Ponent principal per a conferències SMYTE a Creta i Bonn[2]
- 1994–1997: Premi de la Facultat Junior de la Societat Americana del Càncer[2]

## Selecció de publicacions
- Kondapalli, KC, Llongueras, JP, Capilla-Gonzalez, V, Hack, A, Smith, C, Guerrero-Cazares, H, Quinones-Hinojosa, A, and Rao, R. (2015) A leak pathway for luminal protons in endosomes drives oncogenic signaling in glioblastoma. Nature Communications 6 Article number: 6289 doi:10.1038/ncomms7289[2]
- Hack A, Schushan M, Landau M, Ben-Tal N, Rao R. "Functional evaluation of autism-associated mutations in NHE9." Nat Commun. 2013;4:2510. doi: 10.1038/ncomms3510.[2]
- Patenaude C, Zhang Y, Cormack B, Köhler J, Rao R. "Essential role for vacuolar acidification in Candida albicans virulence." J Biol Chem. 2013 Sep 6;288(36):26256-64. doi: 10.1074/jbc.M113.494815. Epub 2013 Jul 24.[2]
- Cross BM, Hack A, Reinhardt TA, Rao R. "SPCA2 regulates Orai1 trafficking and store independent Ca2+ entry in a model of lactation." PLoS One. 2013 Jun 28;8(6):e67348. doi: 10.1371/journal.pone.0067348. Print 2013.[2]
- Shim JS, Rao R, Beebe K, Neckers L, Han I, Nahta R, Liu JO. "Selective inhibition of HER2-positive breast cancer cells by the HIV protease inhibitor nelfinavir." J Natl Cancer Inst. 2012 Oct 17;104(20):1576-90. doi: 10.1093/jnci/djs396. Epub 2012 Oct 5.[2]
- Kondapalli KC, Kallay LM, Muszelik M, Rao R. "Unconventional chemiosmotic coupling of NHA2, a mammalian Na+/H+ antiporter, to a plasma membrane H+ gradient." J Biol Chem. 2012 Oct 19;287(43):36239-50. doi: 10.1074/jbc.M112.403550. Epub 2012 Sep 4.[2]
- Feng, M., Grice, D., Faddy, H.M., Ngyuen, N., Leitch, S., Wang, Y., Muend, S., Kenny, P.A., Sukumar, S., Roberts-Thomson, S., Monteith, G., and Rao, R. (2010) Store-independent activation of Orai1 by SPCA2 in mammary tumors. Cell 143, 84–98.[2]